# Savile Row
Savile Row est une rue de Londres. Elle est célèbre pour sa concentration de tailleurs traditionnels depuis plusieurs siècles.

## Situation et accès
Cette voie, parallèle à Regent Street, est située dans le quartier de Mayfair de la cité de Westminster.
Les stations de métro les plus proches sont Oxford Circus, desservie par les lignes  Bakerloo  Central  Victoria, et Piccadilly Circus, où circulent les trains des lignes  Bakerloo  Piccadilly. 

## Origine du nom

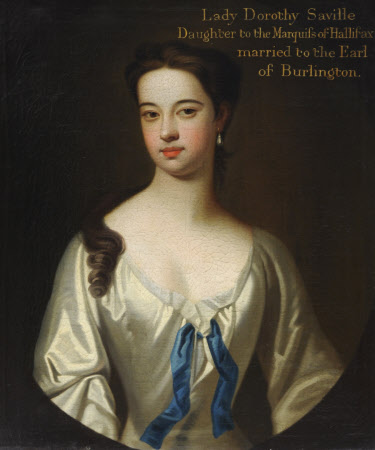
Dorothy Savile.

La rue a été aménagée à partir de 1732 sur un terrain appartenant au 3e comte de Burlington, dont l’épouse était Dorothy Savile Boyle, fille de Willam Savile, marquis d’Halifax.

## Historique
Savile Row, connue aussi sous le nom de The Row ou The Golden Mile, est une adresse mondialement connue pour ses costumes sur mesure, ou bespoke,, terme anglais désignant le contrat implicite entre le tailleur et son client.

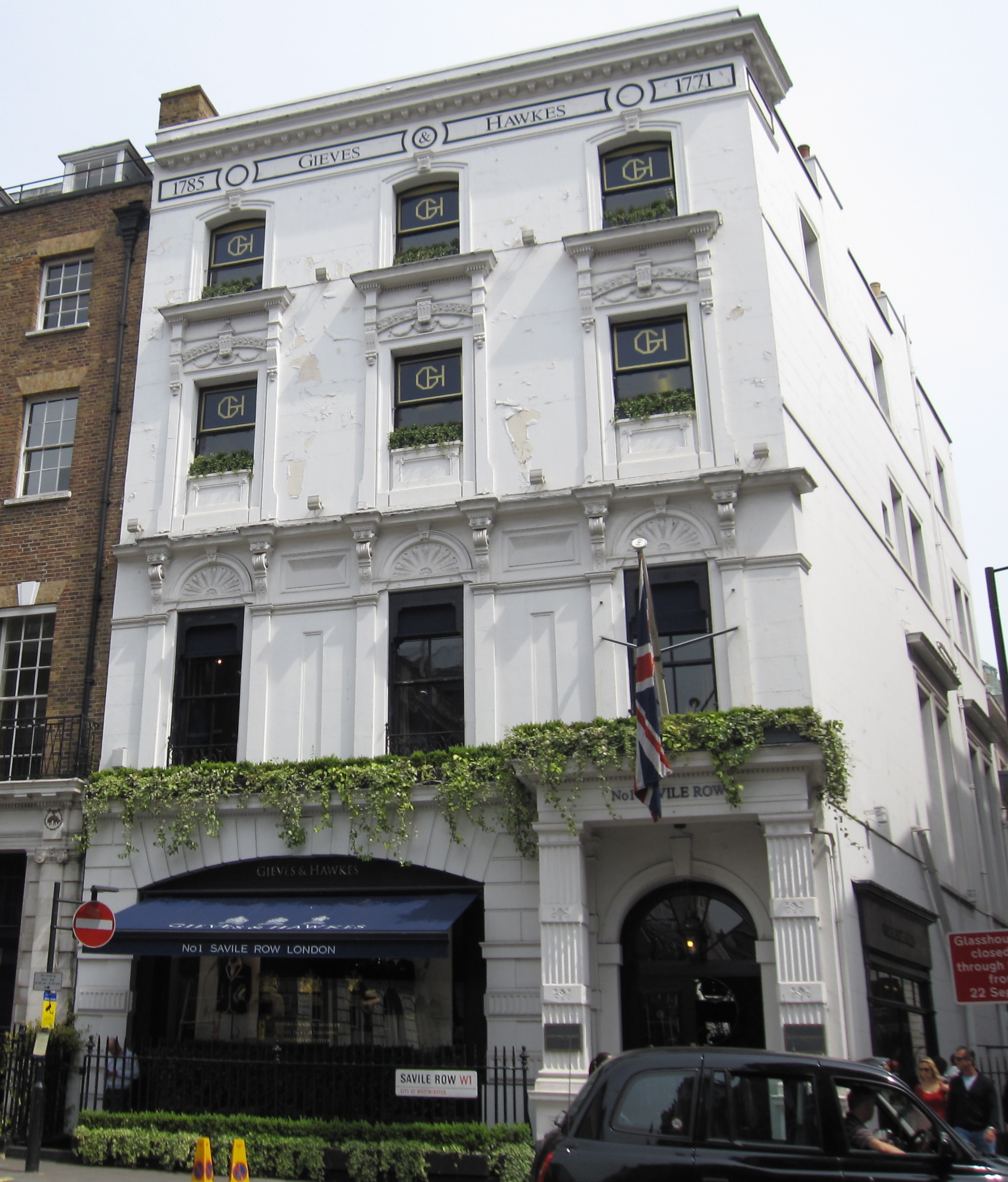
No 1 : Gieves & Hawkes.

Elle compte plusieurs tailleurs, anciens ou plus récents, pour hommes, très haut de gamme, qui ont commencé à s'installer sur cette artère il y a deux siècles ; depuis, ces tailleurs ont vu passer de nombreuses personnalités. Chaque année, environ 7 000 costumes bespoke sont fabriqués dans cette rue :
- Cad & the Dandy, située au 13 Savile Row ;
- Gieves & Hawkes[7], maison datant de 1771 qui a plusieurs Royal Warrants, située au no 1, habillant parfois les hommes de la famille royale, mais également David Beckham ou Bill Clinton ;
- Kilgour French Stanbury, datant de 1882, habillant Eric Clapton ou Brian Ferry, au no 8, mais surtout connu pour avoir réalisé le costume de Cary Grant dans le film La Mort aux trousses[8] ;
- Maurice Sedwell, au no 9 depuis 1963 ;
- Dege & Skinner, au no 10, fondée en 1865 ;
- H Huntsman, au (no 11) ; maison fondée en 1849 ;
- le « légendaire » Hardy Amies (en) au 14, qui défile à Paris durant la Semaine des défilés[9] ;
- l'historique[10] Henry Poole & Co (en) au no 15, maison fondée en 1806 et qui ouvre à Savile Row en 1851, qui fournit entre autres les uniformes des valets de la famille royale ;
- Norton & Sons (en), maison créée en 1821, au no 16 ;
- Richard James[11], maison fondée en 1992, au no 29, tailleur de Mario Testino, Hugh Grant, Daniel Craig, ou Paul McCartney ;
- Anderson & Sheppard, tailleur de Fred Astaire ou plus récemment Tom Ford, anciennement au no 30 mais ayant déménagé à proximité au 32 Old Burlington Street ; Alexander McQueen y a fait son apprentissage[12].
- Ozwald Boateng, le tailleur britannique, ouvre en 1995 sur Vigo Street au sud de Savile Row puis déménage en 2008 au no 30. On peut croiser dans sa boutique Mick Jagger ou Will Smith[8] ;
- le no 32 est maintenant occupé, sous l'impulsion d'Alber Elbaz, par la maison Lanvin[3] qui occupe également les anciens locaux de Chester Barrie (en) depuis 2008 ;
- Spencer Hart au no 36.

Certains tailleurs établis sur Savile Row autorisent d'autres tailleurs à recevoir leurs clients dans leurs boutiques. Traditionnellement, les tailleurs historiques et anglais sont placés d'un côté de la rue (par exemple Kilgour ou Huntsman & Sons) et les tailleurs plus récents (Richard James ou Ozwald Boateng par exemple) sur l'autre trottoir en face. Une dizaine de ces tailleurs se sont regroupés en 2004-2005 sous la Savile Row Bespoke Association afin d'établir les critères définissant un costume bespoke. Abercrombie & Fitch (ainsi que d'autres enseignes) a réussi, malgré une opposition des riverains, à ouvrir un magasin au coin de cette rue en 2007, avec le projet d'ouvrir un département « enfants » par la suite.

## Bâtiments remarquables et lieux de mémoire

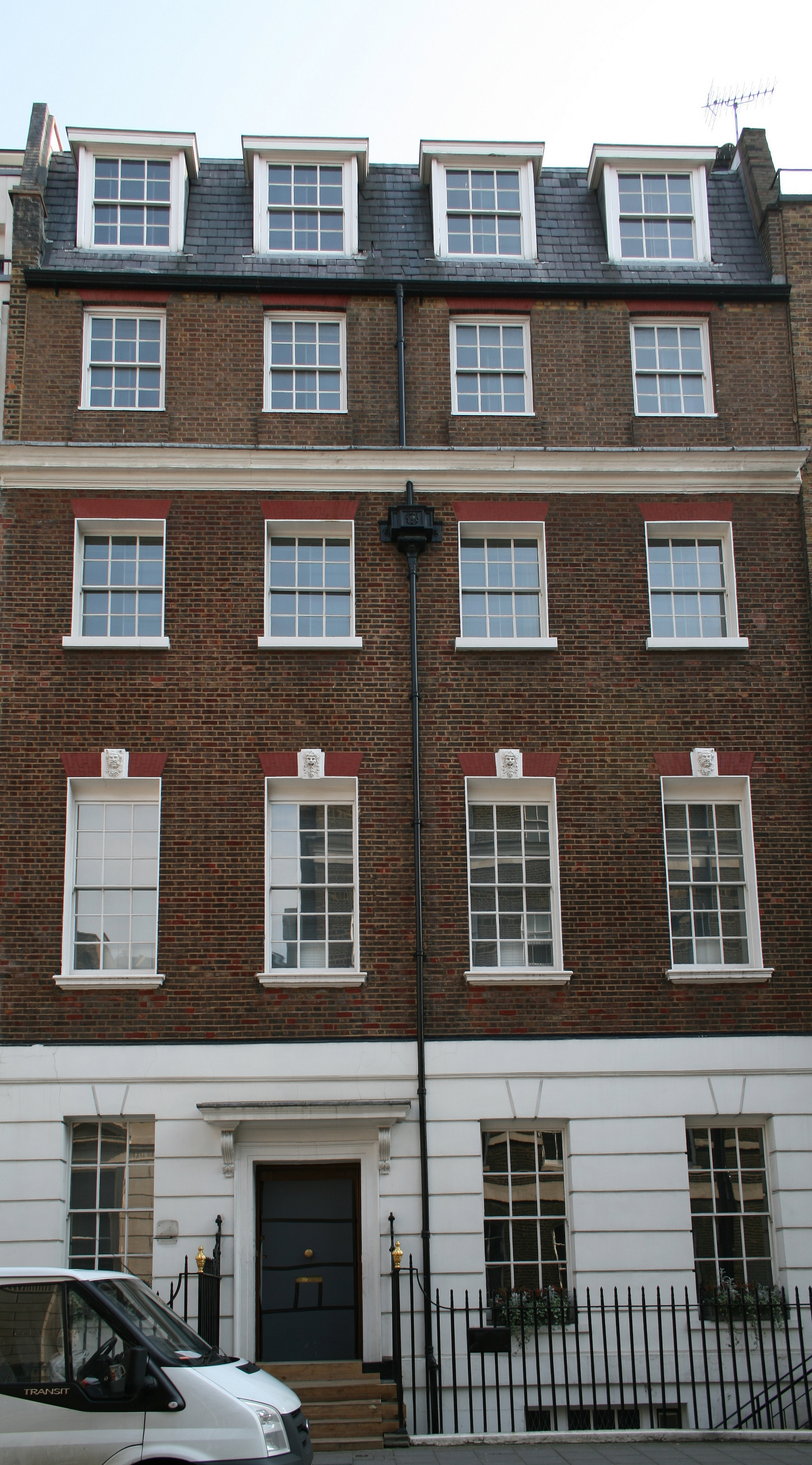
No 3.

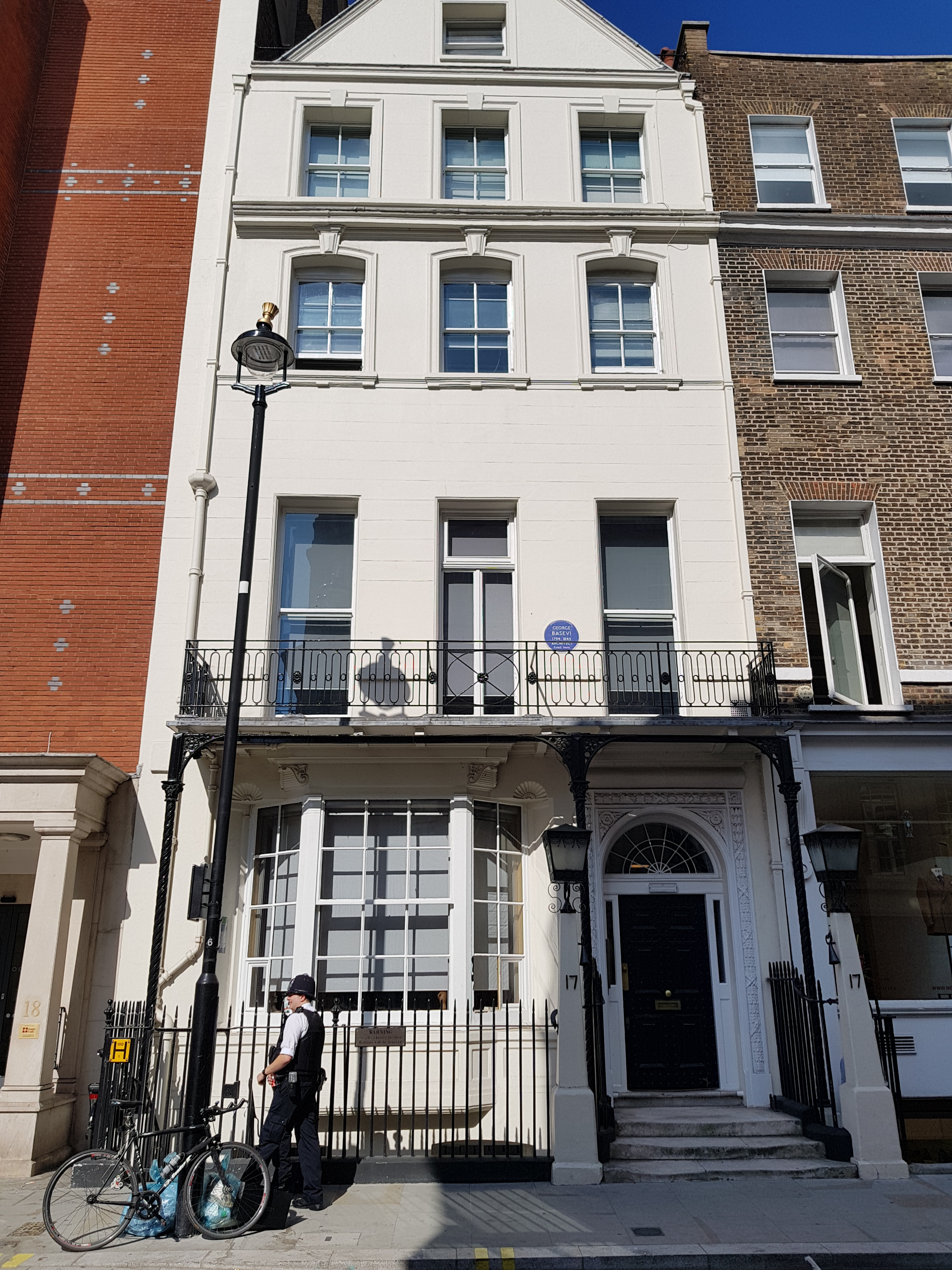
No 17.

No 3 : Savile Row a connu aussi une grande notoriété grâce au groupe rock britannique The Beatles qui y installèrent, en 1968-1969, les bureaux de leur maison de disques Apple Corps, avec un studio d'enregistrement situé au sous-sol. Celui-ci servit à enregistrer des chansons de leur album Let It Be et du groupe gallois Badfinger entre autres. Le fameux concert des Beatles sur le toit s'est tenu sur le toit de cet édifice. Aujourd'hui, cet immeuble est occupé par Abercrombie qui y a installé son magasin d'habillement destiné aux enfants. Le hall d'entrée contient deux vitrines exposant des objets ayant appartenu aux Beatles.
No 7 : la maison portant le n°7 de Savile Row est l'adresse fictive de Phileas Fogg, personnage principal du roman Le Tour du monde en quatre-vingts jours, de Jules Verne.
No 17 : l'architecte George Basevi (1794-1845) vécut à cette adresse comme le signale une blue plaque apposée en façade.

## Dans la culture populaire
Savile-row est la rue dans laquelle habite Phileas Fogg, héros du roman Le Tour du monde en quatre-vingt jours de Jules Verne. 
Savile Row apparaît aussi dans plusieurs films américains et/ou britanniques et notamment dans :
- Le Tailleur de Panama du réalisateur John Boorman sorti en salles en 2001. Le protagoniste joué par l'acteur Geoffrey Rush fait croire à ses clients qu'il a appris son métier de tailleur à Savile Row.
- Dans la série de films américano-britanniques Kingsman, l'agence d'espions du même nom possède un quartier-général qui est censé se trouver dans une boutique de tailleur à Savile Row.
- Dans le film The Outfit du réalisateur Graham Moore sorti en salles en 2022, le protagoniste joué par Mark Rylance annonce que il a été formé à Savile Row, qu'il a pu ouvrir sa boutique avant de déménager à Chicago.